# Oeiras do Pará
Oeiras do Pará è un comune del Brasile nello Stato del Pará, parte della mesoregione del Nordeste Paraense e della microregione di Cametá.